# Guvernorát Latákie
Guvernorát Latákie (arabsky مُحافظة اللاذقية‎, Muḥāfaẓat al-Lādhiqīyah) je jeden ze čtrnácti syrských guvernorátů (provincií). Nachází se na západě země, kde hraničí s Tureckem (provincie Hatay). Společně s guvernorátem Tartús jsou to jediné dvě syrské provincie s přístupem k moři. Rozloha se pohybuje okolo 2 300 čtverečních kilometrů. Podle dostupných údajů zde žijí asi dva miliony lidí (2014), a to převážně alavitského vyznání. Menšiny sunnitských Arabů a Turkmenů se nacházejí na severovýchodě provincie. V samotném správním městě guvernorátu, Latákii (Lázikíji), žije asi 400 tisíc lidí. Z nich asi 50 % alávitů, 30 % sunnitů a 20 % křesťanů.

## Historie
Provincie Latákia byla historicky součástí Alávitského státu (1920–1936). Samotné město Latákia bylo hlavním městem tohoto státu.
Během občanské války (2011–současnost) byla situace v oblasti guvernorátu poměrně klidná. Povstalcům se podařilo obsadit jen malé území právě na sunnitském severovýchodě.

## Administrativní členění
Guvernorát je rozdělen na 4 okresy (manatiq):
- Latákie
- Džabla
- Haffa
- Kardaha

Tyto okresy jsou dále rozděleny na několik „podokresů“ (nawahi).